# Xylopia kuchingensis
Xylopia kuchingensis är en kirimojaväxtart som beskrevs av Ian Mark Turner och David Mark Johnson. Xylopia kuchingensis ingår i släktet Xylopia och familjen kirimojaväxter. Inga underarter finns listade i Catalogue of Life.